# Acmopolynema campylura
Acmopolynema campylura är en stekelart som beskrevs av Xu och Lin 2002. Acmopolynema campylura ingår i släktet Acmopolynema och familjen dvärgsteklar. Inga underarter finns listade i Catalogue of Life.